# Longuyon
Longuyon (Luxemburgs: Longjon) is een gemeente in het Franse departement Meurthe-et-Moselle (regio Grand Est). Longuyon telde op 1 januari 2022 5.141 inwoners.
De gemeente maakt deel uit van het arrondissement Briey en sinds 22 maart 2015 van het kanton Mont-Saint-Martin. Daarvoor was het de hoofdplaats van het kanton Longuyon in hetzelfde arrondissement.

## Geografie
De oppervlakte van Longuyon bedroeg op 1 januari 2022 29,7 vierkante kilometer; de bevolkingsdichtheid was toen 173,1 inwoners per km².
De stad ligt aan de rivier Chiers en aan de belangrijke wegen D618 (de voormalige N18) tussen Verdun en Longwy en D643 (de voormalige N43) tussen Sedan en Metz. Ook loopt de Europese weg 44 door de stad.
Ook de plaatsen Noërs en Villancy behoren tot de gemeente.

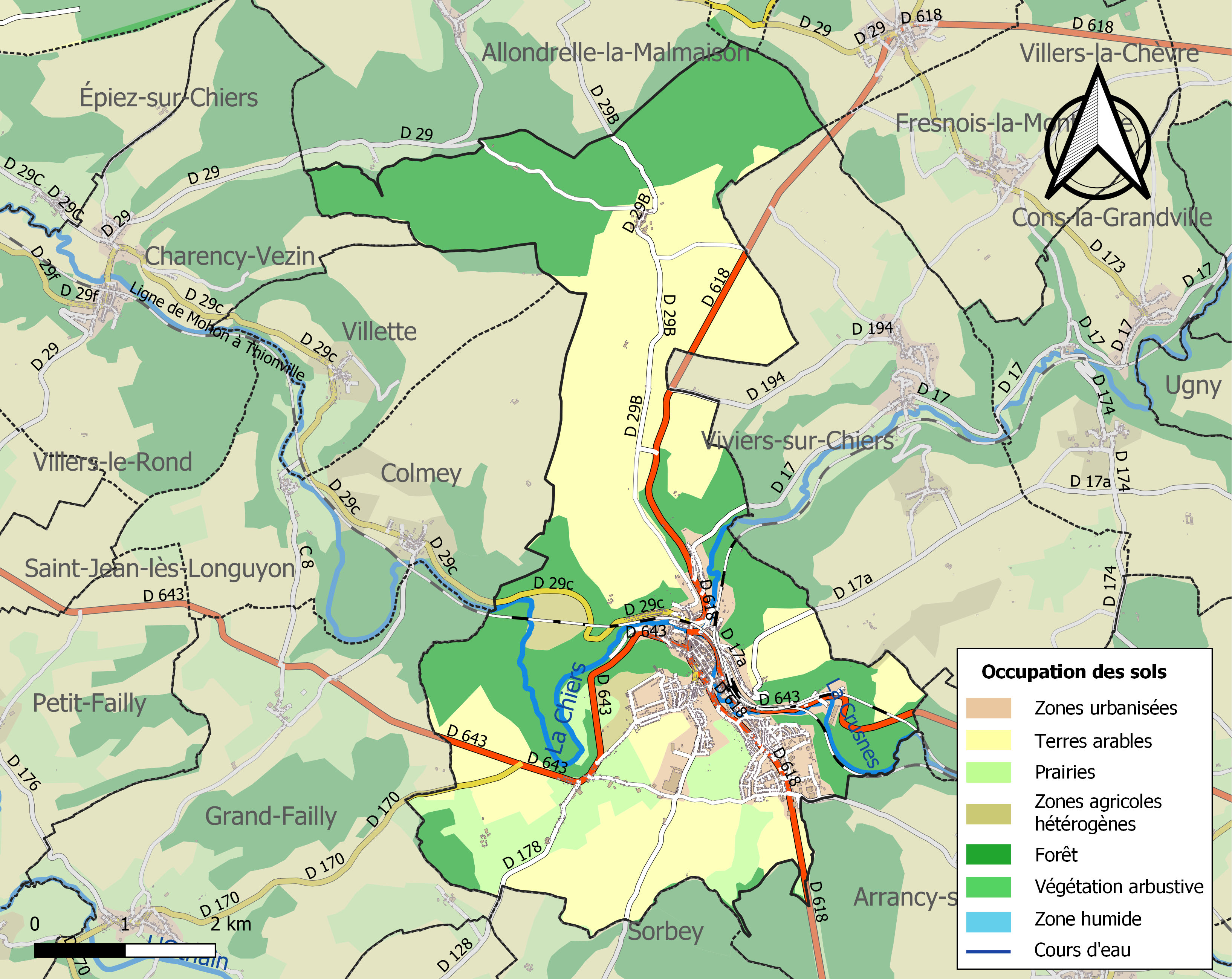
Kaart van de gemeente met de belangrijkste infrastructuur, bodemgebruik en omliggende gemeenten

## Demografie
De figuur toont het verloop van het inwonertal (bron: INSEE-tellingen).